# دير القديسة كاترين (القدس)
دير القديسة كاترين هو دير كاثوليكي صغير يقع داخل أسوار البلدة القديمة لمدينة القدس، في حارة الأمن، بالقرب من باب الخليل، و دير مار ميخائيل.